# Nouvelle-Zélande-Samoa en rugby à XV
Cet article présente l'historique des confrontations entre l'équipe de Nouvelle-Zélande et l'équipe des Samoa en rugby à XV. Les deux équipes se sont affrontées à six reprises, jamais en Coupe du monde. Les All Blacks ont remporté toutes les rencontres.

## Confrontations
| No | Date             | Lieu                                                      | Match                                 | Score    | Compétition |
| -- | ---------------- | --------------------------------------------------------- | ------------------------------------- | -------- | ----------- |
| 1  | 31 juillet 1993  | Eden Park, Auckland, Nouvelle-Zélande                     | Nouvelle-Zélande – Samoa occidentales | 35 – 13  | Test match  |
| 2  | 7 juin 1996      | McLean Park, Napier, Nouvelle-Zélande                     | Nouvelle-Zélande – Samoa occidentales | 51 – 10  | Test match  |
| 3  | 18 juin 1999     | North Harbour Stadium, North Shore City, Nouvelle-Zélande | Nouvelle-Zélande – Samoa              | 71 – 13  | Test match  |
| 4  | 16 juin 2001     | North Harbour Stadium, North Shore City, Nouvelle-Zélande | Nouvelle-Zélande – Samoa              | 50 – 6   | Test match  |
| 5  | 3 septembre 2008 | Yarrow Stadium, New Plymouth, Nouvelle-Zélande            | Nouvelle-Zélande – Samoa              | 101 – 14 | Test match  |
| 6  | 8 juillet 2015   | Apia Park, Apia, Samoa                                    | Samoa – Nouvelle-Zélande              | 16 – 25  | Test match  |
| 7  | 16 juin 2017     | Eden Park, Nouvelle-Zélande                               | Nouvelle-Zélande – Samoa              | 78 – 0   | Test match  |